# Эрмитажные коты
Эрмита́жные коты́ — кошки, официально содержащиеся на территории петербургского Зимнего дворца со времени его постройки в целях предотвращения интенсивного размножения крыс и мышей в Государственном Эрмитаже. По оценке директора музея М. Б. Пиотровского, «коты — легенда эрмитажной жизни и её неотъемлемая часть», а «интервью и съёмки по поводу котов не реже, чем про Рембрандта».
Существует легенда о некоей особой породе эрмитажных кошек, однако в реальности такую породу для Эрмитажа не выводили, а «брали на службу» в Эрмитаж и в Зимний дворец домашних кошек разных пород.

## История

### XVIII век
Письменная история эрмитажных котов начинается с записанной значительно позже описанных событий и не имеющей документального подтверждения легенды о коте Петра I. По одной версии легенды царь привёз кота из Голландии и поселил его в деревянном Зимнем дворце; по другой версии, царь привёз кота в Петербург из Вологды, где он взял его у голландского купца. Предание гласит, что петровского кота звали Василием.
Указ[какой?][когда?] императора повелевал «иметь при амбарах котов, для охраны таковых и мышей и крыс устрашения».
В XVIII веке в Зимнем дворце в огромных количествах расплодились мыши и крысы, которые портили здание, прогрызая дырки в стенах. По преданию, до императрицы Елизаветы Петровны дошли сведения о казанских котах, благодаря которым в городе нет грызунов.
В 1745 году царица издала «Указ о высылке ко двору котов», который гласил:

…Сыскав в Казани здешних пород кладеных самых лучших и больших тридцать котов, удобных к ловлению мышей, прислать в С.-Петербург ко двору ея императорскаго величества… <…> И ежели кто имеет у себя таковых кладеных котов, оных бы для скорейшаго отправления, объявили в губернскую канцелярию конечно от публикования в три дни, опасаясь за необъявление, кто оных имеет, а не объявит, штрафа по указам…
— Именные указы императрицы Елизаветы Петровны

Указ был немедленно выполнен; коты сделали своё дело, и практически все грызуны во дворце исчезли. После возведения Зимнего дворца котов запустили в новое здание, где они быстро прижились. Основательница Эрмитажа императрица Екатерина II кошек не любила, но оставила их во Дворце и придала статус «охранников картинных галерей», разделив на два класса — надворных и комнатных. Среди последних преобладали русские голубые.

### XIX—XX века
Коты обитали в Эрмитаже в период войны с Наполеоном и после Революции, при советской власти. Во время блокады Ленинграда все коты погибли, и Зимний дворец буквально кишел крысами. В 1941 году произведения искусства были эвакуированы на Урал, в Свердловск, а в музейных подвалах оборудовали 12 бомбоубежищ. После войны в Ленинград было завезено пять тысяч котов из Тюмени (в честь них в городе Тюмень назван сквер), часть которых попала в Эрмитаж. Вскоре крысы исчезли.
В 1960-х годах котов расплодилось слишком много, они расширили места своего обитания, выйдя из подвалов в коридоры и залы музея. Тогда котов отправили в отставку. Однако химические средства защиты от крыс себя не оправдали, и вскоре коты были возвращены на место службы.
В Музее кошки во Всеволожске, где проживает несколько эрмитажных котов, представлена историческая экспозиция, посвящённая кошкам на Руси, в том числе и котам Эрмитажа.

## Современность

### XXI век
С момента поселения в Зимнем дворце коты бессменно выполняют функции по очистке помещений от грызунов. По заложенной Елизаветой Петровной традиции коты подвергаются стерилизации. Каждый кот имеет собственный паспорт, ветеринарную карточку и официально числится квалифицированным специалистом по очистке музейных подвалов от крыс.
Коты могут свободно передвигаться по территории Эрмитажа, но вход в музейные залы им воспрещён. Сама сеть подвалов (почти двадцать километров), где живут и охотятся коты, называется «большой кошачий подвал». Для котов созданы комфортные условия проживания — в подвалах всегда сухо и тепло, все помещения оборудованы маленькими проходами для свободы передвижения. Все трубы, выходящие в подвал, закрыты решётками от проникновения туда котов — неизвестно, как устроена вентиляционная система Эрмитажа, поскольку чертежи не сохранились. Летом коты проводят больше времени снаружи, на газонах, во дворах.
У каждого кота есть собственная мисочка, лоток и корзинка для сна. Всем им сделаны прививки, осуществляется регулярное ветеринарное наблюдение. Однако не все коты доживают до старости — многие из них гибнут под колёсами машин. Особенно часто это происходит, когда в Эрмитаже идёт ремонт. Поэтому на дворовой территории установлены специальные знаки «Осторожно, кошки!». Пополняются ряды эрмитажных котов в основном беспородными животными.
Сотрудники Эрмитажа регулярно закупают сухой корм для котов. В бюджете музея нет статьи на содержание котов; корм приобретается на пожертвования посетителей, музейных работников, спонсоров (в том числе и зарубежных). У котов существует свой благотворительный счёт, проходящий отдельной строкой в бюджете Эрмитажа, — поступающие от благотворителей средства можно тратить только на нужды животных.
В год 250-летия Эрмитажа директор музея Михаил Пиотровский сообщил об установленном лимите в 50 котов, поэтому «излишки» музей отдаёт в хорошие руки. Чтобы контролировать «лимит» котов, их регулярно пристраивают на акциях «Хочу домой!» (лофт-проект «Этажи») и в «Республике кошек» (котокафе, своеобразной альтернативе приюту, в котором обитает два десятка эрмитажных котов). Перед передачей кота с потенциальным владельцем проводится беседа, регистрируются его координаты и паспортные данные. Приоритет отдаётся семейным парам; в коммунальные и съёмные квартиры котов отдавать не готовы. Новый хозяин получает сертификат «Владелец Эрмитажного кота», дающий право пожизненного бесплатного посещения выставочных залов.

При музее существует Клуб друзей котов Эрмитажа. Главным хранителем эрмитажных котов является Татьяна Данилова. Изучает историю и является пресс-секретарём помощник директора, Мария Халтунен. Лечащий врач — ветеринар Анна Кондратьева, ею же создано кошачье кафе «Республика кошек», которое находится неподалёку от Эрмитажа, на улице Якубовича, 10. По определению Кондратьевой, 
…в Эрмитажных котах самое главное — это душа, своя особенная душа Петербурга… Это не порода, а особый род — Эрмитажные коты.
В марте 2016 года эрмитажные коты вошли в список достопримечательностей, которые, по версии британского издания «Telegraph», необходимо увидеть.
В 2020 году гражданин Франции завещал котам из Эрмитажа часть своего наследства в размере около 3 тыс. евро. В 2023 году администрация Зеленоградска Калининградской области подарила эрмитажным котам уменьшенную копию «Дома с драконами», который является достопримечательностью города.
В 2024 году скульптор Дмитрий Шитов по проекту Игорю Вяземского создал бронзовый памятник эрмитажным котам для передачи в дар Эрмитажу.

## В искусстве

### Книги
Государственный Эрмитаж выпускает издания, посвящённые музейным котам. В 2007 году вышла книга Николая Голя и Марии Халтунен «Кошкин дом в Эрмитаже», выдержавшая несколько переизданий.
Котам посвящена вышедшая в 2007-м и переизданная в 2014 году в Вашингтоне на русском и английском языках детская книга Мэри Энн Аллин «Анна и кошки, или Приключение в Эрмитаже». Книга написана американской писательницей в соавторстве с Марией Халтунен и повествует о приключениях девочки, мечтающей нарисовать эрмитажного кота по имени Янтарь и разыскивающей его в музейных пространствах. Один из героев книги — директор музея М. Б. Пиотровский. Книга оформлена российскими художниками Анатолием Белкиным и Марианной Соколинской. Часть доходов от продаж автор направляет на лекарства и корм четвероногим героям книги.
В 2008 году петербургским издательством «Вита Нова» в серии «Библиотека Всемирного клуба петербуржцев» издана книга Алексея Бобринского «Эрмиты. Петербургская сказка». Эрмитажные коты являются одними из главных героев книги и вместе со сказочными жителями Петербурга спасают город от злых сил и стихий.
Эрмитажным котам посвящён рассказ Златы Линник «Осторожно, кошки».
В 2015 году вышла детская книга-фэнтези писателя Петра Власова «Рыцарь, кот и балерина. Приключения эрмитажных котов». Книга посвящена Петербургу, Эрмитажу, один из главных её героев — эрмитажный кот Василий.
Эрмитажные коты (эрмики) упоминаются в серии книг О.В. Малышкиной «Невероятные приключения Брыся в пространстве и времени», вышедших в 2015 году.

### Музыкальные произведения
В 2016 году американским композитором Крисом Брубеком создан мюзикл «Кошки Эрмитажа», в основу которого легла повесть писательницы Мэри Энн Аллен «Анна и кошки, или Приключение в Эрмитаже». Премьерное исполнение сюиты из мюзикла с участием Российского национального оркестра прошло в марте 2016 года в Генеральном консульстве Российской Федерации в Нью-Йорке.

### Фильмы
В 2005 году Ян Хинрик Древс (нем. Jan Hinrik Drevs) снял об эрмитажных котах 52-минутный документальный фильм «360º GEO-репортаж: Эрмитаж — дворец котов» (нем. 360º — Die Geo-Reportage: Eremitage — Palast der Katzen). Фильм был показан по европейским каналам, и котам стала приходить помощь из Европы, а некоторые туристы, посещающие Эрмитаж, вызывают Татьяну Данилову, фигурировавшую в фильме, чтобы вручить ей корм для кошек или деньги.
В 2014 году в рамках биеннале «Манифеста» в Главном штабе Эрмитажа прошёл видеоперформанс «В подвале» голландского художника Эрика ван Лисхаута, где были представлены зарисовки художника, сделанные им фотографии котов и снятый о них фильм. По оценке «Российской газеты», «эрмитажные коты, живущие в подвалах дворца, для ван Лисхаута становятся символом невидимой части социальных структур, низов общества. <…> Мир, который можно не замечать, а можно — менять к лучшему».
В 2014 году, к 250-летию Эрмитажа, Санкт-Петербургское региональное кабельное телевидение представило фильм режиссёра Екатерины Бнатовой «Хвостатая гвардия Петербурга».
В 2023 году в широкий прокат вышел анимационный фильм В. Ровенского «Коты Эрмитажа», получивший премию «Золотой орёл» за 2023 год в номинации «Лучший анимационный фильм».

### Выставки
Посвящённые котам выставки современных художников ежегодно проводятся в стенах Государственного Эрмитажа в рамках «Дня эрмитажного кота». Также проходят выставки и за пределами музея.

### Другое
В Петербурге выпускаются сувениры, посвящённые эрмитажным котам. С 2012 года на сайте музея публикуются дневники эрмитажных котов Савелия и Кати.
Осенью 2015 года Эрмитаж подал в Роспатент заявку на регистрацию товарного знака «Эрмитажный кот». Регистрация товарного знака приурочена к 270-летию кошачьей службы. Знак регистрируется по 15 классам товаров и услуг: сувенирная продукция, товары для домашних животных, канцелярия и учебные товары, продукты питания. Среди прочего планируется выпуск конфет «Эрмитажный кот».

## День эрмитажного кота
Государственным Эрмитажем ежегодно весной проводится «День эрмитажного кота» (до 2012 года праздник назывался «День Мартовского кота в Эрмитаже»). С 2011 года праздник включён в официальный календарь праздничных и памятных дат музея. Помимо чествования котов, праздник приобщает детей к искусству. Обычно праздник проводится в апреле или начале мая.
В этот день всех котов выпускают на публику, чтобы посетители могли на них посмотреть, открываются для посещения подвалы и чердаки, где обитают коты. В ходе праздника устраиваются связанные с котами выставки, игры, викторины и конкурсы для детей и взрослых, представляются хранящиеся в Эрмитаже картины известных мастеров с изображениями котов и работы современных художников.
С котами связана сказочная легенда, согласно которой за ними ухаживают сказочные человечки — эрмиты и эрмитессы. Они живут в музеях и старых домах, а по ночам играют с кошками, ведут их учёт и вяжут из их шерсти «волшебные шарфы». Сотрудники музея и поклонники называют котов «эрмики».
Впервые праздник был устроен в 1998 году, с 2005-го проводится регулярно.
- 2007, 30 марта. Мероприятия проходили в выставочном зале Молодёжного образовательного центра Государственного Эрмитажа на Мойке, 45. Прошла акция «Рисуем с автором. Всё о кошках…», подведены итоги конкурса, проведённого в преддверии праздника Государственным Эрмитажем для детей и студентов Петербурга и Ленинградской области. Представлена книга Мэри Энн Аллин и Марии Халтунен➤[61].
- 2008, 28 марта. Прошёл под девизом «О котах и для котов». Всемирный клуб петербуржцев организовал в 2008 году праздник с открытием двух выставок — «Эрмитаж. Кошки» и «Коты Эрмитажа»[62]. В архивах музея хранятся детские рисунки, посвящённые эрмитажным котам. В подвалах музея прошли две выставки «кошачьих» работ художников — «Эрмитаж. Кошки», в которой представлены фото- и видеоработы членов секций «Творческая фотография» и «Медиа-арт» Молодёжного центра Государственного Эрмитажа, и «Кошки, коты и котята», на которой были представлены работы учащихся Изостудии школьного центра Государственного Эрмитажа[30][62]. Была представлена книга Алексея Бобринского «Эрмиты. Петербургская сказка», иллюстрации для которой выполнили художники Ольга Попугаева и Дмитрий Непомнящий[63].
- 2009, 28 марта. В чердачном помещении музея под девизом «Лучше котов могут быть только… кошки» состоялась выставка «Эрмитаж. Кошки», представляющая работы профессиональных художников и студентов, занимающихся в творческих секциях Студенческого клуба Молодёжного центра Эрмитажа. Прошёл конкурс детского рисунка «Мой эрмитажный кот», призы детям вручал художник Дмитрий Шагин. В залах музея была проведена игра «Путешествие за эрмитажным котом». Представлена книга Николая Голя и Марии Халтунен «Кошкин дом в Эрмитаже»[64]. Подведены итоги детского конкурса «Кот как эрмитажный экспонат. От примитивизма до кубизма»[65][66].
- 2010, 27 марта. Дмитрий Шагин провёл акцию «Кото-кто-то, или Кот на земле, в воде и в воздухе», в ходе которой посетители изображали фантастического летающего, скачущего или водоплавающего кота. Организована игра «Кошки-мышки» — поиск изображений мышей в произведениях искусства в залах музея. На чердаке устроены выставки под девизом «Лучше котов могут быть только… кошки», представляющие картины профессиональных художников, фотографии студентов творческой секции Студенческого клуба Молодёжного центра Эрмитажа и работы школьников, участвовавших в конкурсе «Легенды и мифы о котах»[67].
- 2011, 26 марта. Проводился конкурс детского рисунка «Эрмитажная сказка о котах», в котором участвовал ряд петербургских школ. После награждения победителей конкурса в Большом дворе Зимнего дворца Дмитрий Шагин вместе с маленькими детьми расписывал деревянные статуи котов. В залах музея была организована игра, в которой по детали произведения требовалось найти само произведение; в конце участники игры попадали на чердак, где располагалась выставка фотопроекта «Волшебный шарф эрмитов» Ю. Молодковеца и А. Алексеева, а также сорок две работы современных петербургских художников, написанных специально к этому дню; затем посетителей приглашали в подвал, где живёт больше всего котов. Начиная с этого года праздник был включён в календарный план выставок[25][60][68].
- 2012, 21 апреля. Проводились традиционные экскурсии по подвалу музея («Там, где живут кошки»). В подвале и на чердаке были выставлены картины профессиональных художников, фотоработы студентов, занимающихся в творческой секции Студенческого клуба Молодёжного центра Эрмитажа, и работы школьников, участвовавших в конкурсе «Царство кошачьих. Кошки большие и маленькие в музее». Устроена игра «Охота на львов, или Путешествие с эрмитажным котом», в ходе которой нужно было искать львов в произведениях музея. Кульминацией игры было посещение Египетской кошки в зале № 100 — единственной хранящейся в Эрмитаже мумии животных, уникальный экспонат, который извлекли из хранилища специально для праздника. Художник Андрей Кузнецов провёл открытый конкурс «Мой эрмитажный кот», предложив придумать и воплотить соответствующий образ[12]. На Дворцовой площади состоялась игра «Самый длинный волшебный шарф» — шарф длиной 122,5 метра (по высоте Петропавловского собора), согласно легенде, связанный эрмитами и эрмитессами из шерсти эрмитажных котов, был протянут по всей площади и объединил котолюбов[5][57].
- 2013, 6 апреля. Праздник открылся приветствием директора Эрмитажа М. Б. Пиотровского. Подведены итоги и награждены победители конкурса «Мой День эрмитажного кота», объявлен конкурс «Мой эрмитажный кот», представлен плакат Теофиля-Александра Стейнлена «Чистое стерилизованное молоко с берегов Венжанны» (1894). В Эрмитажном театре прошла встреча с журналистами, в музейных залах — игра «Путешествие с эрмитажным котом», в подвале Зимнего — прогулка «Там, где живут кошки» и мастер-класс «Как ухаживать за домашним питомцем». Представлена «Книга учёта эрмитажных котов», согласно легенде, ведущаяся петербургскими домовыми — эрмитами. На первой странице воспроизведён указ Екатерины II, предписывающий «разделить котов на комнатных и подворных, а чтобы число первых и вторых знать, поручить эрмитам вести учёт котов»[69]. Книга содержала более 1600 записей[7].
- 2014, 24 мая. Подведены итоги конкурса рисунка «„Эрмитажные коты“: нам — 250!», работы победителей выставлены в Иорданской галерее Зимнего дворца. В Фойе Эрмитажного театра выставлена гравюра второй половины XIX века по оригиналу голландского художника Фредерика де Мушерона — «Подлинный портрет кота великого князя Московии» (1661), где изображён любимый кот царя Алексея Михайловича. Кроме традиционного конкурса «Мой Эрмитажный кот», викторин и путешествия в подвалы Зимнего, организована посвящённая 250-летию Эрмитажа игра «Кошки и собаки в Эрмитаже Екатерины II, или Путешествие с эрмитажным котом» — поиск в залах музея изображений животных на экспонатах из приобретённых Екатериной II коллекций. Представлены творческие проекты студентов секций «4D/Четыре измерения» и «Художественная мастерская» Молодёжного центра Государственного Эрмитажа[14].
- 2015, 25 апреля. Подведены итоги и награждены победители конкурса рисунка «Легенды и мифы об эрмитажных котах». Прошли акция «Мой Эрмитажный Кот: Рисуем с художником», игра в залах музея «Путешествие с Эрмитажным котом», прогулка «Там, где живут кошки», выставка работ школьников. В рамках проекта «Эрмиты. Петербургская сказка» прошла встреча с эрмитами. В рамках выставки-события представлена «Статуэтка кошки, сидящей на задних лапах» (Китай, XVIII век)[70][71].
- 2016, 21—22 мая. В 2016 году «День эрмитажного кота» праздновался два дня — 21 и 22 мая[72].
- 2017, 13—14 мая. В 2017 году праздничные мероприятия прошли 13—14 мая.
- 2018, 12—13 мая. Подведены итоги конкурса «Все флаги в гости будут к нам, или Эрмитажные коты принимают гостей». В фойе Эрмитажного театра прошла выставка «…Московский озорной гуляка», где были представлены фарфоровые фигурки котов, выполненные на Фарфоровом заводе А. Г. Попова в 1810—1850-е годы и Фарфоровом заводе Ф. Я. Гарднера в 1850—1870-е годы. Проведены игра-путешествие по залам музея «Кошки в Эрмитаже, или Путешествие с эрмитажным котом», экскурсия в подвалы Зимнего дворца, мастер-класс по анималистическому рисунку[73][74].